# Festival international du film fantastique de Bruxelles
 (juin 2017).
Si vous disposez d'ouvrages ou d'articles de référence ou si vous connaissez des sites web de qualité traitant du thème abordé ici, merci de compléter l'article en donnant les références utiles à sa vérifiabilité et en les liant à la section « Notes et références ».
Le Festival international du film fantastique de Bruxelles (Brussels International Fantastic Film Festival ou BIFFF) est un festival de cinéma créé en 1983 par Annie Bozzo, Gigi Étienne, Freddy Bozzo, Georges Delmote et Guy Delmote. Les films en compétition sont des films d’horreur, des thrillers et des films de science-fiction. Il est considéré comme l'un des cinq plus grands festivals de genre au monde
Le festival se déroule à Bruxelles tous les ans au mois d'avril. Jusqu'en 2006, il se déroulait en mars, mais en 2007 il a été obligé de se délocaliser, l'ancienne salle du Passage 44 devant subir une rénovation profonde.
Le site de Tour et Taxis, toujours à Bruxelles, a été choisi pour accueillir le festival au mois d'avril de 2007 jusqu'en 2012.
De 2013 à 2018, les éditions ont été organisées au palais des beaux-arts (Bozar) de Bruxelles, également durant le mois d'avril.
En 2022, le festival est déplacé au Plateau du Heysel (Atomium) dans le Palais 10 des palais des expositions de Bruxelles. Comparé à une messe réussie ou encore à une expérience unique, le BIFFF a le mérite de ne laisser personne indifférent.
Le nom du festival varie beaucoup selon les sources et les traductions. Son nom officiel est Brussels International Fantastic Film Festival, uniquement en anglais. Les noms des prix internationaux sont aussi uniquement en anglais, sauf le prix Méliès (Méliès d'or et Méliès d'argent).

## Prix décernés

### Compétition internationale du long métrage
- Le Corbeau d'or (The Golden Raven), une œuvre de Joseph Henrion
- Le Corbeau d'argent (The Silver Raven), une œuvre de Michel Devillers
- Le Pégase (The Pegasus), une œuvre de Daniel Monic
- Le prix de la critique, co-décerné par l'Union de la presse cinématographique belge (UPCB) et par l'Union de la critique de cinéma (UCC)

#### Années 1990
| Année | Jury | Corbeau d'or                       | Corbeau d'argent                            | Pégase (Prix du public)            |
| ----- | --- | ---------------------------------- | ------------------------------------------- | ---------------------------------- |
| 1990  | Henri Vernes Antonio Chavarrías Michele Soavi Tibor Takács                                                          | La Banyera                         | Society The Discarnates                     |                                    |
| 1991  | Clive Donner Ruggero Deodato Jean-Jacques Andrien                                                                   | Paucity of Flying Dreams           | Hardware Henry, portrait d'un serial killer | Warlock                            |
| 1992  | Lewis Gilbert David Blyth Stijn Coninx                                                                              | Timescape, le passager du futur    | Highway 61 Tetsuo II: Body Hammer           | Le Sous-sol de la peur             |
| 1993  | Samuel Fuller Ann-Gisel Glass Peter Del Monte John McNaughton Édouard Molinaro Benoît Poelvoorde                    | Evil Dead 3 : L'armée des ténèbres | Siméon Panic sur Florida Beach              | Evil Dead 3 : L'armée des ténèbres |
| 1994  | Raoul Servais Joss Ackland Juan Luis Buñuel Frank Henenlotter Lio Jack Sholder                                      | Frauds                             | Cronos Younger and Younger                  | 12h01, prisonnier du temps         |
| 1995  | Henri Verneuil Herbert Lom Dominique Deruddere Stephan Elliott Susan Seidelman Alain Robbe-Grillet Sabrina Leurquin | Akumulátor 1                       | Trollsyn La Voix de l'araignée              | Veilleur de nuit                   |
| 1996  | Patrick Macnee John Badham Gérard Corbiau Marc Didden Bob Swaim Jan Verheyen                                        | Le Jour de la bête                 | Haunted Angela                              | Tuez-moi d'abord                   |
| 1997  | Karen Black Agnieszka Holland Gabrielle Lazure Jimmy Sangster Peter Sasdy                                           | Luna e l'altra                     | Rétroaction Karmina                         | Karmina                            |
| 1998  | Nancy Allen Arno George Sluizer Ben Verbong Ingrid Pitt                                                             | Lawn Dogs                          | 8 têtes dans un sac L'arcano incantatore    | Event Horizon                      |
| 1999  | Féodor Atkine Vincent Ward Alex Proyas Yves Hanchar                                                                 | Ring                               | Cube Prémonitions                           | Dark City                          |

#### Années 2000
| Année | Jury | Corbeau d'or           | Corbeau d'argent                        | Pégase (Prix du public) | Mention spéciale                                       |
| ----- | --- | ---------------------- | --------------------------------------- | ----------------------- | ------------------------------------------------------ |
| 2000  | Annie Girardot Michael Pas Harry Cleven Myriam Mézières Claudio Simonetti James B. Harris                          | La Secte sans nom      | Galaxy Quest Voyeur                     | Galaxy Quest            |                                                        |
| 2001  | Alain Berliner Delphine Chuillot Catherine Jacob Dirk Roofthooft Herschell Gordon Lewis Robert Loggia Hideo Nakata | L'Île                  | Vampire Hunter D : Bloodlust Intuitions | Terror Tract            |                                                        |
| 2002  | Christopher Lee Jess Franco Pierre-Paul Renders Robert Englund                                                     | Dog Soldiers           | Dark Water Fausto 5.0                   | Dog Soldiers            |                                                        |
| 2003  | Julien Vrebos Norman Spinrad Jérome Boivin Claude Pinoteau Gérard Lauzier Olivier Torres                           | Cypher                 | Aragami May                             | Dead End                |                                                        |
| 2004  | Tom Novembre Frank Van Passel Alexandra Stewart Ronny Yu                                                           | Save the Green Planet! | Deux Sœurs Gozu                         | L'Effet papillon        |                                                        |
| 2005  | Fabrice Du Welz Richard Franklin[Lequel ?] Sogo Ishii Udo Kier Amanda Plummer                                      | Marebito               | Vital Night Watch                       | Saw                     |                                                        |
| 2006  | Michael Ironside Matthew Robbins Philippe Nahon Rob Schmidt                                                        | Adam's Apples          | Storm                                   | Adam's Apples           | Les maquilleurs Alma Casal & Juan Serano Vote ou crève |
| 2007  | Brian Yuzna James Gunn Laura Harring Shusuke Kaneko Daniel Knauf William Lustig Dominique Pinon Sabu               | The Host               | Black Sheep The Restless                | Death Note              |                                                        |
| 2008  | Umberto Lenzi Bong Joon-ho Thomas Gunzig Brett Leonard Lisa Marie Catherine Wilkening                              | 13 Jeux de mort        | [●REC] The Substitute                   | [●REC]                  |                                                        |
| 2009  | Patrick Tatopoulos Katsuhito Ishii Lucky McKee Pieter Van Hees                                                     | Morse                  | Sauna La Dernière Maison sur la gauche  | Sexy Killer             |                                                        |

#### Années 2010
| Année | Jury                                                                        | Corbeau d'or                  | Corbeau d'argent                     | Pégase (Prix du public)       | Mention spéciale                                                |
| ----- | --------------------------------------------------------------------------- | ----------------------------- | ------------------------------------ | ----------------------------- | --------------------------------------------------------------- |
| 2010  | Dee Wallace Tommy Wirkola Nabil Ben Yadir Takashi Shimizu                   | Esther                        | Thirst, ceci est mon sang Symbol     | Vampires                      |                                                                 |
| 2011  | Enzo G. Castellari Jake West Simon Boswell Nicolas Gob                      | J'ai rencontré le Diable      | Midnight Son Détective Dee           | Père Noël Origines            |                                                                 |
| 2012  | Mick Garris Marijana Jankovic Éric Valette Guillaume Malandrin Paco Cabezas | La Maison des ombres          | Juan of the Dead Tormented           | Iron Sky                      |                                                                 |
| 2013  | Marina Anna Eich Roland Joffé Iain Softley Frédéric Fonteyne                | Ghost Graduation              | Abductee (Abudakuti) American Mary   | Ghost Graduation              |                                                                 |
| 2014  | Marie Gillain Sergi Lopez Sam Louwyck Jean Benguigui Michael Armstrong      | Les Sorcières de Zugarramurdi | Rigor Mortis Horror Stories 2        | Les Sorcières de Zugarramurdi | Control                                                         |
| 2015  | Richard Stanley Andrés Muschietti Timo Vuorensola Jonas Govaerts            | Frankenstein                  | The Infinite Man Goodnight Mommy     | Liza, the Fox-Fairy           | Prix spécial : The Blue Elephant Mention spéciale : Starry Eyes |
| 2016  | Jaume Balaguero Bai Ling Marc Caro Luigi Cozzi Jasna Kohoutova              | I Am a Hero                   | Seoul Station The Phone              | Anacleto : Agente secreto     | The Arti: The Adventure Begins                                  |
| 2017  | Euzhan Palcy Christina Lindberg Mar Targarona Macarena Gomez Axelle Carolyn | Watch Out                     | We Go On The Mermaid                 | The Jane Doe Identity         | Vanishing Time                                                  |
| 2018  | Lloyd Kaufman Julia Ducournau Laurent Lucas                                 | Inuyashiki                    | Mon Mon Mon Monsters Ils reviennent… | Ils reviennent…               |                                                                 |
| 2019  | Steve Johnson Yoann Blanc Christian Alvart Na Hong-jin Darko Peric          | Little Monsters               | Freaks Extra Ordinary                | Ne coupez pas !               |                                                                 |

#### Années 2020
| Année | Jury                                                          | Corbeau d'or                                       | Corbeau d'argent                                   | Corbeau blanc                                      | Pégase (Prix du public)                                             | Mention spéciale          |
| ----- | ------------------------------------------------------------- | -------------------------------------------------- | -------------------------------------------------- | -------------------------------------------------- | ------------------------------------------------------------------- | ------------------------- |
| 2020  | Édition annulée à cause de la pandémie de Covid-19            | Édition annulée à cause de la pandémie de Covid-19 | Édition annulée à cause de la pandémie de Covid-19 | Édition annulée à cause de la pandémie de Covid-19 | Édition annulée à cause de la pandémie de Covid-19                  |                           |
| 2021  | Mike Mendez Alexandre O. Philippe Nabwana IGG Milan Todorovic | Vicious Fun                                        | Son The Closet                                     | Beyond the Infinite Two Minutes                    | Prix du public 2021 : Vicious Fun Prix du public 2020 : Bloody Hell |                           |
| 2022  | Abdelkrim Qissi Ryūhei Kitamura Véronique Jadin Xavier Palud  | Vesper Chronicles                                  | Summer Scars Virus-32                              | Life Of Mariko In Kabukicho                        | Mad Heidi                                                           | Studio 666                |
| 2023  | Isaac Ezban Roxane Mesquida Karim Ouelhaj                     | Talk to Me                                         | Infinity Pool Suzume                               | The coffee table                                   | Sisu : de l'or et du sang                                           | Sisu : de l'or et du sang |
| 2024  | Simon Rieth Pedro Cristiani Mikael Håfström                   | Steppenwolf                                        | Cuckoo Your Monster                                | En boucle                                          | En boucle                                                           |                           |
| 2025  | Christophe Gans Paco Plaza Simona Tabasco                     | City of Darkness                                   | The Ugly Stepsister Honey Bunch                    | Dead Lover                                         | The Ugly Stepsister                                                 |                           |

### Compétition européenne du long métrage
- Le Méliès d'argent
- Prix du 7e parallèle (The 7th Orbit Award)
- Prix Thriller (Thriller Prize)

### Compétition internationale de courts métrages
- Le prix des télévisions internationales
- Le prix spécial du jury et de la SABAM
- Le prix BeTV
- Ainsi qu'un titre de « finaliste » Méliès d'or

Cette compétition n'est plus en vigueur depuis 2010.

### Compétition nationale de courts métrages
- Le prix SACD
- Le prix RTBF
- Le prix Michel Devillers

## Palmarès

### Années 1980

#### 1983
Le Jury international composé de Roy Ward Baker, Marion Quoilin, Lou Deprijck, Philippe Legrain, Sélim Sasson, Patrick Soin et Roger Somville a attribué
- Le Corbeau d'or à La Chasse sauvage du roi Stakh (Dikaya okhota korolya Stakha) de Valeri Roubintchik
- Le prix du public a été attribué à Galaxina de William Sachs
- Le prix de la critique a été attribué à Le Dernier Combat de Luc Besson

#### 1984
Le Jury international composé de Jean-Pierre Mocky, Garett List, Paule Herreman, Jean-Baptiste Baronian, Yves Boisset et Daniel Monic a attribué
- Le Corbeau d'or à En plein cauchemar (Nightmares) de Joseph Sargent
- Le prix du meilleur film fantastique à Les Démons du maïs (Children of the Corn) de Fritz Kiersch
- Le prix du meilleur film de science fiction à Vidéodrome (Videodrome) de David Cronenberg et à Bloodbath at the House of Death (en) de Ray Cameron

#### 1985
Le Jury international composé de Val Guest, Dick Maas, Claude Faraldo et Picha a attribué
- Le Corbeau d'or à Dreamscape de Joseph Ruben
- Le prix du meilleur film fantastique à C.H.U.D. de Douglas Cheek
- Le prix du meilleur film de science fiction à Looker de Michael Crichton

#### 1986
Le Jury international composé de Freddie Francis, Alain Jessua, Harry Kümel, Marc Lobet, Gérald Frydman et Mahmoud Ben Mahmoud a attribué
- Le Corbeau d'or à Piccoli fuochi de Peter Del Monte
- Le Corbeau d'argent à Maxie de Paul Aaron

#### 1987
Le Jury international composé de Walerian Borowczyk, Jean-Pierre Berckmans et Stephen Weeks a attribué
- Le Corbeau d'or à Le Dernier Missile (en) (Radioactive Dreams) d'Albert Pyun
- Un Corbeau d'argent à Street Trash de James Muro
- Un Corbeau d'argent à L'Aiguilleur de Jos Stelling

#### 1988
Le Jury international composé de Jorge Grau, Benoît Lamy et Joao Correa a attribué
- Le Corbeau d'or à Angoisse (Angustia) de Bigas Luna
- Un Corbeau d'argent à Aux frontières de l'aube  (Near Dark) de Kathryn Bigelow
- Un Corbeau d'argent à The Monster Squad de Fred Dekker

#### 1989
Le Jury international composé de Serge Bondartchouk, Pierre Clémenti, Paul Naschy, Robbe De Hert et Ronny Coutteure a attribué
- Le Corbeau d'or à Paperhouse de Bernard Rose
- Un Corbeau d'argent à Waxwork de Anthony Hickox
- Un Corbeau d'argent à Shadow of Death de Robert Kirk

### Années 1990

#### 1990
Le Jury international composé de Henri Vernes, Antonio Chavarrías (es), Michele Soavi et Tibor Takács a attribué
- Le Corbeau d'or à La Banyera de Jesús Garay (réalisateur)
- Un Corbeau d'argent à Society de Brian Yuzna
- Un Corbeau d'argent à Les Désincarnés (異人たちとの夏) de Nobuhiko Ōbayashi

#### 1991
Le Jury international composé de Clive Donner, Ruggero Deodato et Jean-Jacques Andrien a attribué
- Le Corbeau d'or à Paucity of Flying Dreams (Tobu yume wo shibaraku minai) de Eizo Sugawa
- Un Corbeau d'argent à Hardware de Richard Stanley
- Un Corbeau d'argent à Henry, portrait d'un serial killer (Henry: Portrait of a Serial Killer) de John McNaughton

Le Pégase (prix du public) a été attribué à Warlock de Steve Miner

#### 1992
Le Jury international composé de Lewis Gilbert, David Blyth et Stijn Coninx a attribué
- Le Corbeau d'or à Timescape, le passager du futur (Timescape) de David Twohy
- Un Corbeau d'argent à Highway 61 (en) de Bruce McDonald
- Un Corbeau d'argent à Tetsuo II: Body Hammer (鉄男 II) de Shinya Tsukamoto

Le Pégase (prix du public) a été attribué à Le Sous-sol de la peur (The People Under the Stairs) de Wes Craven

#### 1993
Le Jury international composé de Samuel Fuller, Ann-Gisel Glass, Peter Del Monte, John McNaughton, Édouard Molinaro et Benoît Poelvoorde a attribué
- Le Corbeau d'or à Evil Dead 3 : L'armée des ténèbres (Army of Darkness : Evil Dead 3) de Sam Raimi
- Un Corbeau d'argent à Siméon d'Euzhan Palcy
- Un Corbeau d'argent à Panic sur Florida Beach (Matinee) de Joe Dante

Le Pégase (prix du public) a été attribué à Evil Dead 3 : L'armée des ténèbres (Army of Darkness : Evil Dead 3) de Sam Raimi

#### 1994
Le Jury international composé de Raoul Servais, Joss Ackland, Juan Luis Buñuel, Frank Henenlotter, Lio et Jack Sholder a attribué
- Le Corbeau d'or à Frauds de Stephan Elliott
- Un Corbeau d'argent à Cronos de Guillermo del Toro
- Un Corbeau d'argent à Younger and Younger de Percy Adlon

Le Pégase (prix du public) a été attribué à 12 h 01, prisonnier du temps (12:01) de Jack Sholder

#### 1995
Le Jury international composé de Henri Verneuil, Herbert Lom, Dominique Deruddere, Stephan Elliott, Susan Seidelman, Alain Robbe-Grillet et Sabrina Leurquin a attribué
- Le Corbeau d'or à Akumulátor 1 (cs) de Jan Svěrák
- Un Corbeau d'argent à Trollsyn de Ola Solum
- Un Corbeau d'argent à La Voix de l'araignée de Henri Barges

Le Pégase (prix du public) a été attribué au Veilleur de nuit (Nattevagten) de Ole Bornedal

#### 1996
Le Jury international composé de Patrick Macnee, John Badham, Gérard Corbiau, Marc Didden, Bob Swaim et Jan Verheyen a attribué
- Le Corbeau d'or à Le Jour de la bête (El Día de la bestia) d'Álex de la Iglesia
- Un Corbeau d'argent à Haunted de Lewis Gilbert
- Un Corbeau d'argent à Angela (film, 1995) (en) de Rebecca Miller

Le Jury européen composé de Geert Bert, Louis Danvers, Claude Diouri, Eva Houdova, Walter Lerouge, Holde Lhoest, Luc Serre et Hubert Toint a attribué
- Le Méliès d'argent à Le Jour de la bête (El Día de la bestia) d'Álex de la Iglesia

Le Méliès d'or à Le Jour de la bête (El Día de la bestia) d'Álex de la Iglesia
Le Pégase (prix du public) a été attribué à Tuez-moi d'abord (de) (Nur über meine Leiche) de Rainer Matsutani (de)

#### 1997
Le Jury international composé de Karen Black, Agnieszka Holland, Gabrielle Lazure, Jimmy Sangster et Peter Sasdy a attribué
- Le Corbeau d'or à Luna e l'altra de Maurizio Nichetti
- Un Corbeau d'argent à Rétroaction (Retroactive) de Louis Morneau
- Un Corbeau d'argent à Karmina de Gabriel Pelletier

Le Jury européen composé de Michel Baudour, Jean-Marie Beauloye, Claude Blondeel, Monique Dodemont, Chantal Goeman et Raoul Hemelaer a attribué
- Le Méliès d'argent à Tesis d'Alejandro Amenábar

Le Pégase (prix du public) a été attribué à Karmina de Gabriel Pelletier

#### 1998
Le Jury international composé de Nancy Allen, Arno, George Sluizer, Ben Verbong et Ingrid Pitt a attribué
- Le Corbeau d'or à Lawn Dogs de John Duigan
- Un Corbeau d'argent à 8 têtes dans un sac (8 Heads in a Duffel Bag) de Tom Schulman
- Un Corbeau d'argent à L'arcano incantatore de Pupi Avati

Le Jury européen a attribué
- Le Méliès d'argent à Lawn Dogs de John Duigan

Le Pégase (prix du public) a été attribué à Event Horizon, le vaisseau de l'au-delà (Event Horizon) de Paul W. S. Anderson

#### 1999
Le Jury international composé de Féodor Atkine, Vincent Ward, Alex Proyas et Yves Hanchar a attribué
- Le Corbeau d'or à Ring (リング, Ringu) de Hideo Nakata
- Un Corbeau d'argent à Cube de Vincenzo Natali
- Un Corbeau d'argent à Prémonitions (film, 1999) (In dreams) de Neil Jordan

Le Jury européen composé de Kathleen De Bethune, Patrick Heinsman, Frans Lefevre, Rudolf Mestdagh, Jozef Ostyn, Henri Sonet, Rik Stallaerts et Thierry Vandersanden a attribué
- Le Méliès d'argent à La Sagesse des crocodiles (The Wisdom of Crocodiles) de Po-Chih Leong

Le Pégase (prix du public) a été attribué à Dark City de Alex Proyas

### Années 2000

#### 2000
Le Jury international composé de Annie Girardot, Michael Pas, Harry Cleven, Myriam Mézières, Claudio Simonetti, James B. Harris a attribué
- Un Corbeau d'or à La Secte sans nom (Los sin nombre) de Jaume Balagueró
- Un Corbeau d'argent du meilleur scénario à David Howard pour Galaxy Quest
- Un Corbeau d'argent à Voyeur (Eye of the Beholder) de Stephan Elliott

Le Jury européen composé de Erik Engelen, Antoine Drzymala, Alexandra Guillot, Dani Klein, Yvan Lemoine, Christiane Louwet et Willy Perelsztejn a attribué
- Le Méliès d'argent à Possessed (Besat) de Anders Rønnow-Klarlund

Le Pégase (prix du public) a été attribué à Dean Parisot pour Galaxy Quest

#### 2001
Le Jury international composé de Alain Berliner, Delphine Chuillot, Catherine Jacob, Dirk Roofthooft, Herschell Gordon Lewis, Robert Loggia et Hideo Nakata a attribué
- Le Corbeau d'or à L'Île (섬, Seom) de Kim Ki-duk
- Un Corbeau d'argent à Vampire Hunter D : Bloodlust (バンパイアハンターD, Banpaia Hantā D) de Yoshiaki Kawajiri
- Un Corbeau d'argent à Intuitions (The Gift)) de Sam Raimi

Le Jury européen composé de Anthony Callebaut, Jean-Henri Compère, Jacqueline Harpman, Geert Royberghs, François Schuiten, Jacques Steurs, Marc Ysaye et Chris Craps a attribué
- Le Méliès d'argent à Souvenirs mortels (El arte de morir) de Álvaro Fernández Armero (es)

Le Méliès d'or à Thomas est amoureux de Pierre-Paul Renders
Le Pégase (prix du public) a été attribué à Terror Tract de Lance W. Dreesen et Clint Hutchison

#### 2002
Le Jury international composé de Christopher Lee, Jess Franco, Pierre-Paul Renders et Robert Englund a attribué
- Le Corbeau d'or à Dog Soldiers de Neil Marshall
- Un Corbeau d'argent à Dark Water (仄暗い水の底から, Honogurai mizu no soko kara) de Hideo Nakata
- Un Corbeau d'argent à Fausto 5.0 de Álex Ollé, Isidro Ortiz et Carlos Padrisa

Le Jury européen composé de Daniela Alviani, Nacho Cerda, Alvaro Feijo, Sylvie Lion-Flammang, Meri Nenonen, Daniel Monzon, Fredrik Haraldson, Dick Maas et Harry Kümel a attribué
- Le Méliès d'argent à Dead End de Jean-Baptiste Andrea et Fabrice Canepa

Le Pégase (prix du public) a été attribué à Dog Soldiers de Neil Marshall

#### 2003
Le Jury international composé de Julien Vrebos, Norman Spinrad, Jérome Boivin, Claude Pinoteau, Gérard Lauzier et Olivier Torres a attribué
- Le Corbeau d'or à Cypher de Vincenzo Natali
- Un Corbeau d'argent à Aragami de Ryūhei Kitamura
- Un Corbeau d'argent à May de Lucky McKee

Le Jury européen composé de Jean-Louis Sbille, Tindaro Tassone, Paule Caraël, Dany Deprez, Diana Elbaum, Jean-Francois Pluygers et Marc Vandenbroecke a attribué
- Le Méliès d'argent à Dead End de Jean-Baptiste Andrea et Fabrice Canepa

Le Pégase (prix du public) a été attribué à Dead End de Jean-Baptiste Andrea et Fabrice Canepa

#### 2004
Le Jury international composé de Tom Novembre, Frank Van Passel, Alexandra Stewart et Ronny Yu a attribué
- Le Corbeau d'or à Save the Green Planet! (지구를 지켜라!, Jigureul jikyeora!) de Jang Joon-hwan
- Un Corbeau d'argent à Deux Sœurs (장화 홍련, Janghwa, Hongryeon) Kim Jee-woon
- Un Corbeau d'argent à Gozu (極道恐怖大劇場 牛頭 GOZU, Gokudô kyôfu dai-gekijô: Gozu) de Takashi Miike

Le Jury européen composé de Philippe Bosman, Noël Godin, Anny Schmit, Alex Stockman, Jo Smets et Thierry Zamparutti a attribué
- Le Méliès d'argent à Les Bouchers verts (De Grønne slagtere) de Anders Thomas Jensen

Le Pégase (prix du public) a été attribué à L'Effet papillon (The Butterfly Effect) de Eric Bress et J. Mackye Gruber

#### 2005
Le Jury international composé de Fabrice Du Welz, Richard Franklin[Lequel ?], Sogo Ishii, Udo Kier et Amanda Plummer a attribué
- Le Corbeau d'or à Marebito (稀人, Marebito) de Takashi Shimizu
- Un Corbeau d'argent à Vital (ヴィタール, Vital) de Shinya Tsukamoto
- Un Corbeau d'argent à Night Watch (Ночной дозор, Notchnoï dozor) de Timur Bekmambetov

Le Jury européen composé de Luc Jabon, Mattias Derdeyn, Audrey Lekaene, Roland Lethem, Philippe Manche et Gil Van Laer a attribué
- Le Méliès d'argent à Hipnos de David Carreras

Le Jury du 7e parallèle a attribué
- Le prix du 7e parallèle à Le Goût du thé (茶の味, Cha no aji) de Katsuhito Ishii

Le Pégase (prix du public) a été attribué à Saw de James Wan

#### 2006
Le Jury international composé de Michael Ironside (président), Matthew Robbins, Philippe Nahon et Rob Schmidt (en) a attribué
- Le Corbeau d'or à Adam's Apples (Adams Æbler) de Anders Thomas Jensen
- Le Corbeau d'argent à Storm de Måns Mårlind

Le Jury européen composé de Vincent Lannoo, Georges Jetter, Johan Swinnen, Niels Ruell, Christian Thomas, Denise Vindevogel et Marc Gillon a attribué
- Le Méliès d'argent à Adam's Apples (Adams Æbler) de Anders Thomas Jensen

Le Jury du 7e parallèle composé de Philippe Delvosalle, Marie Logie, David Matthey et Cis Bierincks a attribué
- Le prix du 7e parallèle à Sigaw (en) de Yam Laranas (en)

Le Pégase (prix du public) a été attribué à Adam's Apples (Adams Æbler) de Anders Thomas Jensen

#### 2007
Le Jury international composé de Brian Yuzna (président), James Gunn, Laura Harring, Shusuke Kaneko, Daniel Knauf, William Lustig, Dominique Pinon et Sabu a attribué
- Le Corbeau d'or à The Host (괴물, Gwoemul) de Bong Joon-ho
- Un Corbeau d'argent à Black Sheep de Jonathan King
- Un Corbeau d'argent à The Restless de Jo Dong-ho

Le Jury européen composé de Chantal Krakowski (présidente), Patrice Bauduinet, Philippe Bourgueil, Cédric Flament, Stéphane Verdoy a attribué
- Le Méliès d'argent à Trois jours à vivre (In 3 Tagen bist du tot) d'Andreas Prochaska

Le Jury du 7e parallèle composé de Guy Bindels, Gilles Vranckx, Thierry Lecloux, Micha Pletinckx a attribué
- Le prix du 7e parallèle à Des trous dans la tête (Brand Upon the Brain!) de Guy Maddin

Le Pégase (prix du public) a été attribué à Death Note de Shūsuke Kaneko
Compétition internationale du court-métrage
- Grand Prix du court-métrage (Prix des télévisions) : Demain la veille de Julien Lecat et Sylvain Pioutaz (France)
- Prix spécial du jury : La leyenda del hombre lento d'Armando del Rio (Espagne)
- Prix du public : La leyenda del hombre lento d' Armando del Rio (Espagne)
- Prix Be TV : Demain la veille de Julien Lecat et Sylvain Pioutaz (France)
- Le finaliste aux Mélies d'Or est : Droomtijd de Tom Van Avermaet (Belgique)

#### 2008
Le Jury international composé de Umberto Lenzi (président), Bong Joon-ho, Thomas Gunzig, Brett Leonard, Lisa Marie, Catherine Wilkening a attribué
- Le Corbeau d'or à 13 Beloved de Chookiat Sakveerakul
- Le Corbeau d'argent à [●REC] de Jaume Balagueró et Paco Plaza et Stuck de Stuart Gordon
- Une Mention Spéciale à The Substitute (Vikaren) de Ole Bornedal

Le Jury européen composé de Jean-Marie Verhasselt, François Bertrand, Sandrine Deegen, Bruno Forzani, Nadine Monfils, Joëlle Rochette a attribué
- Le Méliès d'argent à Frontière(s) de Xavier Gens

Le Jury du 7e parallèle composé de Thibaut Dopchie, Ils Huygens, Nathalie Meyer a attribué
- Le prix du 7e parallèle à Telepolis (La Antena) de Esteban Sapir (en)

Le Pégase (prix du public) a été attribué à [●REC] de Jaume Balagueró et Paco Plaza
Compétition internationale du court-métrage
- Grand Prix du court-métrage (Prix des télévisions) : Berni’s Doll, de Yann J. (France)
- Prix spécial du jury : The Boxed, de Bryn Rhys Chainy (Australie)
- Prix du public : Berni’s Doll, de Yann J. (France)
- Prix Be TV : The Boxed, de Bryn Rhys Chainy (Australie)
- Finaliste pour le Méliès d'Or (la finale aura lieu à Sitges, Espagne) : Of Cats & Women, de Jonas Govaerts (Belgique)

#### 2009
Le Jury international composé de Patrick Tatopoulos, Katsuhito Ishii, Lucky McKee, Pieter Van Hees a attribué
- Le Corbeau d’or, Grand Prix du 27e Brussels International Fantastic Film Festival à Morse (Låt den rätte komma in) de Tomas Alfredson.
- Un Corbeau d’argent, Prix spécial du Jury à Sauna de Antti-Jussi Annila pour l’originalité de sa vision.
- Un Corbeau d’argent, Prix spécial du Jury à La Dernière Maison sur la gauche (The Last House on the Left) de Dennis Iliadis (sv) pour la meilleure direction.

Le Jury du 7e parallèle, composé de Gaetan Dedeken, Laurent De Maertelaer, Didier Stiers et Damien Taymans a attribué
- Le prix du 7e parallèle à Dream (비몽, Bi-mong) de Kim Ki-duk pour son esthétique léchée et son symbolisme poétique.
- Une mention spéciale à 8th Wonderland de Jean Mach et Nicolas Alberny pour son audace visuelle et ses idées véhiculées.

Le Jury thriller, composé de Nadine Monfils, Angel Sala, Tuomas Riskala et Lars Diurlin a attribué
- Le Prix du meilleur thriller à The Chaser (추격자, Chugyeogja) de Na Hong-jin.
- Une Mention spéciale à Brian Cox pour son rôle dans le film Red (film, 2008) (en)

Le Jury européen composé de Martien Uyttendaele, Véronique Pacco, Hicame Alaouis, Philippe Beck, Jean Boreux, Yann Guyonic, Dominique Standaert et Vincent Tavier a attribué
- Le Méliès d’argent à Sauna de Antti-Jussi Annila
- Une mention spéciale pour son humour à Sexy Killer (Sexykiller, morirás por ella) de Miguel Martí

Le Pégase (prix du public) a été attribué à Sexy Killer (Sexykiller, morirás por ella) de Miguel Martí
Compétition internationale du court-métrage
- Grand Prix du court-métrage (Prix des télévisions) : A Mère et Marées de Alain Fournier (Canada)
- Prix Special du Jury / Sabam : Das Zimmer de Nik Sentenza (Allemagne)
- Prix du public : Mama de Andres Muschietti (Espagne)
- Prix Be Tv : Next Floor de Denis Villeneuve (Canada)
- Finaliste pour le Méliès d'Or (la finale aura lieu à Sitges, Espagne) : Dix de Bif (France)

### Années 2010

#### 2010
Le Jury international composé de Dee Wallace, Tommy Wirkola, Nabil Ben Yadir et Takashi Shimizu a attribué
- Le Corbeau d’or 2010, Grand Prix du 28e Brussels International Fantastic Film Festival à Esther (Orphan) de Jaume Collet-Serra
- Un Corbeau d’argent, Prix spécial du Jury à Thirst, ceci est mon sang (Thirst) de Park Chan-wook.
- Un Corbeau d’argent, Prix spécial du Jury à Symbol de Hitoshi Matsumoto.

Le Jury européen composé de Lai Kin Chang, Laurence Morel, Olivier Merckx, Patrick Hella, Christian Monheim, Carlo Levy et Gery Brusselmans a attribué
- Le Méliès d’argent 2010 à Die Tür de Anno Saul.
- Une mention spéciale à Cargo de Ivan Engler et Ralph Etter.

Le Jury du 7e parallèle, composé de Muriel Andrin, Brigitte Segers, Kris Dewitte et Bert Lesaffer a attribué
- Le prix du 7e parallèle à Symbol de Hitoshi Matsumoto.

Le Jury thriller, composé de Jacques Campens, Patrick Van Hauwaert, Michel Angely, Jean Dufaux et Anaïs Emery a attribué
- Le Prix du meilleur thriller 2010 à Cellule 211 (Celda 211) de Daniel Monzón.

Le Pégase (prix du public) a été attribué à Vampires de Vincent Lannoo.

#### 2011
Le Jury international composé d'Enzo Castellari (président), Jake West, Simon Boswell et Nicolas Gob a attribué
- Le Corbeau d’or, Grand Prix du 29e Brussels International Fantastic Film Festival à I Saw The Devil de Ji-Woon Kim.
- Un Corbeau d’argent, Prix Spécial du jury, à Midnight Son de Scott Leberecht.
- Un Corbeau d’argent, Prix Spécial du jury, à Detective Dee and The Mystery of The Phantom Flame de Tsui Hark.

Le Jury européen, composé de Maud Van De Velde, Marc-Henry Wajnberg, Vincent Patar, Pierre-Yves Paque, Micha Kapetanovic, Danny Elsen, Pascale Devreese et Nel Vandevannet a attribué :
- Le Mélies d’Argent à Transfer de Damir Lukacevic.
- Une mention spéciale à Troll Hunter de André Øvredal pour son apport scientifique déterminant dans la connaissance des Trolls.

Le Jury de 7e parallèle, composé de Cédryc Ruth, Christophe Bohn, François Stassens et Jean-Jacques Rousseau a attribué
- Le Prix du 7e parallèle à The Temptation of St. Tony de Veiko Ounpuu.
- Une mention spéciale à Mirages de Talal Selhami.

Le Jury thriller composé de Jean Van Hamme, Hugues Hausman et Romain Roll a attribué
- Le Prix du meilleur thriller à Territoires d'Olivier Abbou.
- Une mention spéciale à Kidnapped (Kidnappés) de Miguel Ángel Vivas pour la qualité de sa réalisation.

Le Pégase (prix du public) a été attribué à Rare Exports : A Christmas Tale de Jalmari Helander.

#### 2012
Le Jury international, composé de Mick Garris, Marijana Jankovic, Éric Valette, Guillaume Malandrin et Paco Cabezas, a attribué
- Le Corbeau d’or, Grand Prix du 30e Brussels International Fantastic Film Festival à La Maison des ombres de Nick Murphy
- Un Corbeau d’argent à Juan of the Dead d'Alejandro Bruguès pour sa mise en scène inventive, son sens de l’humour et plus particulièrement pour la prestation de son acteur principal
- Un Corbeau d’argent à Tormented de Takashi Shimizu pour son originalité et son point de vue unique sur l’enfance à travers les yeux de son personnage

Le Jury européen, composé de Jean-Paul Bertin, Philippe Blasband, Pierre Dejemeppe, David Hainaut, Matyas Veress, Serge Dero et Kenan Gorgun, a attribué
- Le Méliès d’argent à Iron Sky de Timo Vuorensola
- Une mention spéciale à The Sandman de Peter Luisi pour avoir apporté un peu d’amour au BIFFF

Le Jury de 7e parallèle, composé de Bruce Ellison, Pat Cronenberg, François Marache et Daph Nobody, a attribué
- Le Prix du 7e parallèle à Himizu de Shion Sono
- Une mention spéciale à Shuffle de Kurt Kuenne

Le Jury thriller, composé de Maxime Chattam, Stéphane Bourgoin, Gigi Etienne et Philippe Dumont, a attribué
- Le Prix du meilleur thriller à Seule contre tous de Larysa Kondracki
- Une mention spéciale à Paul Rhys pour sa performance exceptionnelle dans Eliminate Archie Cookson de Rob HolderLe Pégase (prix du public) a été attribué à Iron Sky de Timo Vuorensola

#### 2013
Le Jury international, composé de Marina Anna Eich, Roland Joffé, Iain Softley et de Frédéric Fonteyne, a attribué
- Le Corbeau d’or, Grand Prix du 31e Brussels International Fantastic Film Festival à Ghost Graduation de Javier Ruiz Caldera
- Un Corbeau d’argent à Abductee de Yudai Yamaguchi
- Un Corbeau d’argent à American Mary de Jen Soska et Sylvia Soska

Le Jury européen, composé de Adrian Politowski, John Engel, Stephan Streker, Myriam Leroy, Marie-Hélène Dozo, Pauline Duclaud-Lacoste et de David Mathy, a attribué
- Le Méliès d’argent à May I Kill U? de Stuart Urban
- Une mention spéciale à Earthbound de Alan Brennan

Le Jury de 7e parallèle, composé de Patricio Lagos, Christophe Bourdon, Jean-Michel Vovk et Charles Tatum Jr, a attribué
- Le Prix du 7e parallèle à Blancanieves de Pablo Berger
- Une mention spéciale à Vanishing Waves de Kristina Buozy

Le Jury thriller, composé de Paul Cleave, Patrick Ridremont et de Éric Godon, a attribué
- Le Prix du meilleur thriller à Confession of Murder de Jeong Byeong-gil

Le Pégase (prix du public) a été attribué à Ghost Graduation de Javier Ruiz Caldera
Le Prix de la Critique de l'Union de la presse cinématographique belge (UPCB) a été attribué au court-métrage Pour vous servir de Christophe Clin

#### 2014[2]
Le Jury international a attribué
- Le Corbeau d’or, Grand Prix du 32e Brussels International Fantastic Film Festival à Witching and Bitching de Álex de la Iglesia
- Un Corbeau d’argent à Rigor Mortis de Juno Mak
- Un Corbeau d’argent à Horror Stories 2 de Min Kyu-dong, Kim Sung-ho, Kim Hui et Jung Bum-shik
- Une mention spéciale à Control de Kenneth Bi

Le Jury européen a attribué
- Le Méliès d’argent à Let Us Prey de Brian O'Malley

Le Jury de 7e parallèle a attribué
- Le Prix du 7e parallèle à LFO d'Antonio Tublen
- Une mention spéciale à Wrong Cops de Quentin Dupieux

Le Jury thriller a attribué
- Le Prix du meilleur thriller à Monsoon Shootout d'Amit Kumar

Le Pégase (prix du public) a été attribué à Witching and Bitching de Álex de la Iglesia
Le Prix de la Critique de l'Union de la presse cinématographique belge (UPCB) a été attribué au court-métrage Babysitting Story de Vincent Smitz

#### 2015[3]

##### Longs métrages
Le Jury international a attribué :
- Le Corbeau d’or, Grand Prix du 33e Brussels International Fantastic Film Festival à Frankenstein de Bernard Rose
- Un Corbeau d’argent à The Infinite Man de Hugh Sullivan
- Un Corbeau d’argent à Goodnight Mommy de Veronika Franz et Severin Fiala
- Un prix spécial à The Blue Elephant de Marwan Hamed
- Une mention spéciale à Starry Eyes de Kevin Kolsch et Dennis Widmeyer

Le Jury européen a attribué :
- Le Méliès d’argent à Another Frontier de André Cruz Shiraiwa
- Une mention spéciale à la direction artistique pour Shrew's Nest de Juanfer Andrés et Esteban Roel

Le Jury de 7e parallèle a attribué :
- Le Prix du 7e parallèle à Liza, The Fox-fairy de Károly Ujj Mészáros
- Une mention spéciale à Leland Orser pour Faults de Riley Stearns

Le Jury thriller a attribué :
- Le Prix du meilleur thriller à La isla mínima d'Alberto Rodriguez

Le Pégase (prix du public) a été attribué à Liza, The Fox-fairy de Károly Ujj Mészáros
Le Prix de la Critique, codécerné par l'Union de la presse cinématographique belge (UPCB) et par l'Union de la critique de cinéma (UCC) a été attribué au court-métrage Le Zombie au vélo de Christophe Bourdon

##### Courts métrages
- Grand Prix du Festival: Dernière porte au sud de Sacha Feiner
- Prix Sabam: 'De Vijver (The Pond) de Jeroen Dumoulein
- Prix BeTv: Wien for life d’Alidor Dolfing
- Prix RTBF La Trois: Le zombie au Vélo de Christophe Bourdon
- Prix Fedex: La Valse Mécanique de Julien Dykmans
- Jury Jeunesse: Noct de Vincent Toujas

#### 2016[4]

##### Longs métrages
Le Jury international, composé de Jaume Balaguero, Bai Ling, Marc Caro, Luigi Cozzi et de Jasna Kohoutova, a attribué :
- Le Corbeau d’or, Grand Prix du 34e Brussels International Fantastic Film Festival à I Am a Hero de Shinsuke Satō
- Un Corbeau d’argent à Seoul Station de Yeon Sang-ho
- Un Corbeau d’argent à The Phone de Bong-joo Kim
- Une mention spéciale à The Arti: The Adventure Begins de Huang Wen Chang

Le Jury européen, composé de Olivier Mortagne, Monique Licht, Nancy Ngoma, Freddy Thielemans, Pierre Beaudot, Manu Dacosse et de Sacha Feiner, a attribué :
- Le Méliès d’argent à Demon de Marcin Wrona

Le Jury de 7e parallèle, composé de Georges Lini, Maxime Dieu, Joost Vandecasteele et de Geoffrey Claustriaux, a attribué :
- Le Prix du 7e parallèle à Traders de Rachael Moriarty et Peter Murphy

Le Jury thriller, composé de Ana Garcia, Joëlle Baumerder, Gorian Delpâture et de Michel Dufranne, a attribué :
- Le Prix du meilleur thriller à The Photographer de Waldemar Krzystek

Le Pégase (prix du public) a été attribué à Spy Time de Javier Ruiz Caldera

##### Courts métrages
- Grand Prix : L'œil silencieux de Karim Ouelhaj
- Méliès d'Argent : L'œil silencieux de Karim Ouelhaj
- Prix BeTV : XYZ, The City Hunter de Majin Tikal
- Prix SABAM : XYZ, The City Hunter de Majin Tikal
- Prix de la Presse (UPCB/UBFP – UniversCiné): XYZ, The City Hunter de Majin Tikal
- Prix RTBF (La Trois) : Voltaire de Jan Snoekx
- Prix FEDEX : Voltaire de Jan Snoekx
- Prix Jeunesse : Ice Scream de Vincent Smitz

#### 2017[5]

##### Longs métrages
Le Jury international a attribué :
- Le Corbeau d’or, Grand Prix du 35e Brussels International Fantastic Film Festival à Safe Neighborhood de Chris Peckover
- Un Corbeau d’argent à We Go On de Jesse Holland et Andy Mitton
- Un Corbeau d’argent à The Mermaid de Stephen Chow
- Une mention spéciale à Vanishing Time : A Boy who returned de Tae-hwa Um

Le Jury européen a attribué :
- Le Méliès d’argent à Small Town Killers de Ole Bornedal
- Une Mention Spéciale à : Orbiter 9 de Hatem Khraiche

Le Jury de 7e parallèle a attribué :
- Le Prix du 7e parallèle à Swiss Army Man de Dan Kwan et Daniel Scheinert
- Une Mention Spéciale à : Saving Sally de Avid Liongoren

Le Jury thriller a attribué :
- Le Prix du meilleur thriller à At The End of the Tunnel de Rodrigo Grande
- Une Mention Spéciale à : Free Fire de Ben Wheatley

Le Pégase (prix du public) a été attribué à The Jane Doe Identity de André Øvredal
Le Prix de la Critique, décerné par un Jury composé de David Hainaut, Marc Bussens et de Olivier Clinckart, a été attribué au long métrage The Tunnel de Seong-hun Kim

##### Courts métrages
- Prix Jeunesse : Downside Up de Peter Ghesquière
- Prix BeTv : Spooked de Emma Spook et Gil Gloom
- Prix La Trois : Nimmer de Lieven Vanhove
- Prix Sabam : Downside Up de Peter Ghesquière
- Prix Fedex : Spooked de Emma Spook et Gil Gloom
- Grand Prix : Spooked de Emma Spook et Gil Gloom
- Méliès d’Argent : Siyah Cember de Hasan Can Dagli

#### 2018[6]

##### Longs métrages
Le Jury international, composé de Lloyd Kaufman, Julia Ducournau et de Laurent Lucas, a attribué :
- Le Corbeau d’or, Grand Prix du 36e Brussels International Fantastic Film Festival à Inuyashiki de Shinsuke Sato
- Un Corbeau d’argent à Mon Mon Mon Monsters de Giddens Ko
- Un Corbeau d’argent à Ils reviennent… de Issa López

Le Jury européen, composé de Philippe Logie, Marie Manzah, Olivier Imfeld, Michel Nabokoff et de Jean-Yves Roubin, a attribué :
- Le Méliès d’argent à The Cured de David Freyne

Le Jury de 7e parallèle, composé de Pascal Vandelanoitte, Mathieu Mortelmans, Gaetan Delferière et de Koen Monserez, a attribué :
- Le Prix du 7e parallèle à Blue My Mind de Lisa Brühlmann
- Une Mention Spéciale à : The Place de Paolo Genovese

Le Jury thriller, composé de François Troukens, Antoine Bours et de Koen Mortier, a attribué :
- Le Prix du meilleur thriller à A Special Lady de An-kyu Lee
- Une Mention Spéciale à : Memoir of a Murderer de Shin-yeon Won

Le Pégase (prix du public) a été attribué à Ils reviennent… de Issa López
Le Prix de la Critique, décerné par un Jury composé de Didier Stiers, Bjorn Gabriels et de Eric Van Cutsem, a été attribué au long métrage Dhogs de Andrés Goteira

##### Courts métrages
- Prix Jeunesse : The Day the Dog disappeared de Ruth Mellaerts et Boris Kuijpers
- Prix BeTv : Les Naufragés de Mathieu Mortelmans
- Prix La Trois : Les Naufragés de Mathieu Mortelmans
- Prix Sabam : Het Nest de Matthias De Bondt
- Prix Fedex : Lost in the Middle de Senne Dehandschutter
- Grand Prix : Lost in the Middle de Senne Dehandschutter
- Méliès d’Argent : Belle à croquer de Axel Courtière

#### 2019[7]

##### Longs métrages
Le Jury international, composé de Steve Johnson, Na Hong-Jin, Yoann Blanc, Darko Peric et Christian Alvart, a attribué :
- Le Corbeau d’or, Grand Prix du 37e Brussels International Fantastic Film Festival à Little Monsters d'Abe Forsythe
- Un Corbeau d'argent à Freaks d'Adam B. Stein et Zach Lipovsky
- Un Corbeau d'argent à Extra Ordinary de Mike Ahern et Enda Loughman
- Mention spéciale de Steve Johnson à The Pool de Ping Lumprapleng

Le jury européen composé de Patrick Duynslaegher, Bérangère McNeese, Guillaume Schuermans et Sophie Pendeville, a attribué :
- Le Méliès d'argent à I'm Back de Luca Miniero

Le Jury de 7e parallèle, composé de David Didelot, Christophe Goffette, Damien Granger et Steve De Roover, a attribué :
- Le Prix du 7e parallèle à Werewolf d'Adrian Panek
- Une mention spéciale à Cities of the last things de Wi Ding Oh

Le Jury thriller, composé d'Alessandra D'Angelo, Fred Castadot, Samuel Tilman et Dick Tomasovic, a attribué :
- Le Prix du meilleur thriller à Door Lock de Kwon Lee
- Une mention spéciale à Brother's Nest de Clayton Jacobson

Le Pégase (prix du public) a été attribué à One Cut of the Dead de Shin'ichirô Ueda
Le Prix de la Critique, décerné par un Jury composé d'Astrid Jansen, Yirka De Brucker et Grégory Cavinato, a attribué à The Pool de Ping Lumprapleng
Le Spamflix Asian Film Awards, décerné par Markus Duffner, a été attribué à Mimicry Freaks de Shugo Fujii

##### Courts métrages
Compétition nationale
Le jury composé de Christian Bontinckx, Michel Devillers, Tom Pouce, Thierry Vandersanden, Louis-Philippe Capelle et Sarah Gury, a attribué :
- Prix Fedex : SWITCH de Marion Renard
- Grand Prix : D'Office de David Leclercq

Autres prix
- Prix La Trois : L'Auxiliaire de Frédéric Plasman
- Prix BeTV : SWITCH de Marion Renard
- Prix Sabam : Soleil Noir d'Adrien Léonard et Laure de Martelaere
- Prix du jury jeunes : SWITCH de Marion Renard

Compétition européenne
Le jury composé de Bénédicte Bourgois, Gohokan Kulak, Nathalie Lebel, François Stassens et Gilles Réunis, a attribué :
- Le Méliès d'argent à Pleine Campagne de Pierre Mouchet

Sélection internationale
- Le prix du public a été attribué à Moment de Geoffrey Uloth

##### VR
Pour cette première compétition VR, le jury composé de Marine Haverland, Jérôme Colette, Jean-Louis Decoster et Teal Greyhavens a attribué :
- Le prix VR à The Tag Along VR de Cheng Wei-hao
- Une mention spéciale pour la réalisation à Deerbrook de Grayson Moore, Aiden Shipley, Jon Riera et Connor Illsley
- Une mention spéciale pour l'expérience immersive à Conscious Existence de Marc Zimmermann